# خوزه لوئیز دولگتا
خوزه لوئیز دولگتا (انگلیسی: José Luis Dolgetta؛ زادهٔ ۱ اوت ۱۹۷۰) بازیکن فوتبال اهل ونزوئلا است.
از باشگاه‌هایی که در آن بازی کرده‌است می‌توان به باشگاه فوتبال استودیانتس اشاره کرد.
وی همچنین در تیم ملی فوتبال ونزوئلا بازی کرده‌است.